# Dom Dwyer
Dom Dwyer (Cuckfield, 1990. július 30. –) angol születésű amerikai válogatott labdarúgó, az Atlanta United csatárja. Felesége Ray Chadwick afroamerikai baseball-játékos lánya, a kanadai U19-es válogatottban, majd az USA U21-es és felnőtt-válogatottjában szereplő világbajnok labdarúgócsatár Sydney Leroux.

## Sikerei, díjai
- Sporting Kansas City
  - Lamar Hunt US Open Cup (2): 2012, 2015
  - MLS Cup (1): 2013
  - MLS Eastern Conference (1): 2013

## Statisztika

### Góljai a válogatottban
|    | Időpont         | Helyszín                                                        | Ellenfél | Gólok | Eredmény | Kiírás              |
| -- | --------------- | --------------------------------------------------------------- | -------- | ----- | -------- | ------------------- |
| 1. | 2017. július 1. | Pratt & Whitney Stadium at Rentschler Field, East Hartford, USA | Ghána    | 1–0   | 2–1      | Barátságos mérkőzés |